# Myrice nitida
Myrice nitida là một loài bướm đêm trong họ Geometridae.